# 7e cérémonie des Gérard du cinéma
La 7e cérémonie des Gérard du cinéma, une parodie qui récompense chaque année les pires réalisations du cinéma français, s'est déroulée le 14 mai 2012.

## Palmarès

### Gérard de l'acteur, on espère que tu l'aimes bien, parce que t'es parti pour voir sa gueule partout pendant les trente prochaines années
- Jean Dujardin dans The Artist
  - François Cluzet dans Intouchables
  - Omar Sy dans Intouchables
  - Joey Starr dans Polisse
  - Gilles Lellouche dans Infidèles

### Gérard de l'acteur qui ferait bien d'arrêter de se la jouer et d'apprendre à jouer tout court
- Anna Mouglalis dans Chez Gino
  - Tomer Sisley dans Largo Winch 2
  - Jean-Paul Rouve dans Low Cost
  - Éric Cantona dans De force
  - Louis Garrel dans Les Bien-Aimés

### Gérard du membre de duo qui l'a dans le cul
- Fred Testot[1]
  - Yvan Le Bolloc'h
  - Alexandra Lamy
  - Olivier Baroux
  - Kool Shen

### Gérard du film avec des malades, des handicapés, des béquilles, des brancards, des fauteuils roulants, de l'Actifed, du Voltarène, du Primpéran, des bilans sanguins, des feuilles de remboursement, des courbes de température et des plateaux repas avec de la macédoine tiède. Et un petit suisse
- Intouchables avec François Cluzet et Omar Sy
  - La guerre est déclarée avec Jérémie Elkaïm
  - Lourdes avec Sylvie Testud
  - Je n'ai rien oublié avec Gérard Depardieu
  - Ma compagne de nuit avec Emmanuelle Béart

### Gérard du film tellement riche en sucre, en miel et en guimauve que si t'as le malheur d'avoir pris du pop-corn, t'es sûr de dégueuler dans le seau
- Monsieur Papa avec Kad Merad
  - La Délicatesse avec Audrey Tautou
  - Ma part du gâteau avec Karin Viard
  - Le Fils à Jo avec Gérard Lanvin
  - Mon père est femme de ménage avec François Cluzet

### Gérard de l'acteur qui a un prénom africain
- Sagamore Stévenin
  - Hippolyte Girardot
  - Clovis Cornillac
  - Melvil Poupaud
  - Omar Sy

### Gérard du film qui n'existe pas. Encore
- Tous Coupables de Mathieu Kassovitz, avec Mathieu Kassovitz
  - Bisexuality Tokyo 2 AM de Christophe Honoré, avec Louis Garrel et Chiara Mastroianni
  - Le Vélo rouillé des Frères Dardenne, avec Émilie Dequenne et Olivier Gourmet
  - Pa ni pwoblem de Lucien Jean-Baptiste, avec Firmine Richard et Édouard Montoute
  - La Famille Rossignol de Christophe Barratier, avec Gérard Jugnot, Kad Merad, Gérard Jugnot et Mathilde Seigner. Et Gérard Jugnot.
  - Yakuza furious game d'Olivier Megaton et Luc Besson, avec Jason Statham, Jet Li et Louise Bourgoin
  - Moi de Frédéric Beigbeder, avec Gaspard Ulliel et Pauline Lefèvre

### Gérard de l'ancien Robins des bois qui devrait arrêter, maintenant. Ou à la limite reformer lesRobins des bois. Mais loin. À Sherwood, par exemple
- Jean-Paul Rouve dans Poupoupidou
  - Jean-Paul Rouve dans Légitime Défense
  - Jean-Paul Rouve dans Low Cost
  - Jean-Paul Rouve dans Les Tuche

### Gérard de l'actrice qui bénéficie le mieux des réseaux de son mari
- Arielle Dombasle dans Crédit pour tous
  - Bérénice Bejo dans The Artist

### Girard di film halal
- Beur sur la ville avec Booder
  - Omar m'a tuer avec Sami Bouajila
  - Halal police d'État avec Éric Judor et Ramzy Bedia
  - La Source des femmes avec Leïla Bekhti
  - Or noir avec Tahar Rahim

### Gérard du film en costumes qui s'est pris une veste
- Le Moine avec Vincent Cassel
  - Henri 4 avec Julien Boisselier
  - Jeanne captive avec Clémence Poésy
  - La Fille du puisatier avec Daniel Auteuil
  - Or noir avec Tahar Rahim

Cette récompense a été remise à l'humoriste Jean-Luc Lemoine, qui n'a aucun rapport avec le film, mis à part son nom de famille homophone au titre du film.

### Gérard de l'acteur culte qui tournait dans des bons films. Et puis, un jour visiblement, ça l'a fait chier
- Jean-Pierre Bacri dans Avant l'aube
  - Valérie Lemercier dans Bienvenue à bord
  - Clovis Cornillac dans Une folle envie
  - Jean Reno dans Comme un chef
  - Christian Clavier dans On ne choisit pas sa famille

### Gérard du rôle de sa vie
- Pierre Arditi dans LCL (pour avoir tourné dans une publicité pour LCL)
  - Jean Rochefort dans Amaguiz (publicité pour Amaguiz)
  - Alain Delon dans Krys (publicité pour Krys)
  - Charlotte Rampling dans Allianz (publicité pour Allianz)
  - Robert Hossein dans Audika (publicité pour Audika)

Les « films » sont en fait des clips publicitaires pour différents annonceurs, dans lesquels ces acteurs ont tourné.

### Jérar du film tro golri:))) ROTFLOL!!!!!! XDDDD!!!!!!!!!! fo tro k jaille le voir av les soss, pke jkiff tro c jore de film c tro bi1!!! MDRRRRR ma louloutte jte kiff kissoukissou!!!
- Hollywoo avec Florence Foresti et Jamel Debbouze
  - Sur la piste du Marsupilami avec Jamel Debbouze et Alain Chabat
  - Halal police d'État avec Éric Judor et Ramzy Bedia
  - Les Mythos avec Stéphanie Crayencour
  - Case départ avec Thomas N'Gijol et Fabrice Éboué

### Gérard du film qui ne sait pas, qui ne sait plus…
- Mais y va où le monde ?[2] de Serge Papagalli
  - Qui a envie d'être aimé ? d’Anne Giafferi
  - Pourquoi tu pleures ? de Katia Lewkowicz
  - Et si on vivait tous ensemble ? de Stéphane Robelin

### Gérard du film que tu vois parce qu’il te fait espérer des lolitas qui se roulent des pelles et se mettent des doigts dans leurs petits abricots rasés, mais en fait, même pas
- 17 Filles[2] de Delphine et Muriel Coulin
  - Sport de filles de Patricia Mazuy
  - Les Femmes du 6e étage de Philippe Le Guay
  - Elles de Małgorzata Szumowska
  - La Source des femmes de Radu Mihaileanu

### Gérard du désespoir féminin
- Judith Godrèche dans Low Cost
  - Mathilde Seigner dans La Guerre des boutons
  - Monica Bellucci dans Un été brûlant
  - Pauline Lefèvre dans Voir la mer
  - Audrey Tautou dans La Délicatesse

### Gérard du désespoir masculin
- Jean Reno dans Comme un chef
  - Louis Garrel dans Les Bien-Aimés
  - Franck Dubosc dans Bienvenue à bord
  - Jérémie Elkaïm dans La guerre est déclarée
  - Élie Semoun dans L'Élève Ducobu

### Gérard du film
- La Guerre des boutons et La Nouvelle Guerre des boutons de Yann Samuell et de Christophe Barratier avec Éric Elmosnino et Mathilde Seigner et avec Lætitia Casta et Guillaume Canet
  - Les Bien-Aimés de Christophe Honoré, avec Louis Garrel
  - Comme un chef de Daniel Cohen, avec Jean Reno et Michaël Youn
  - La Croisière de Pascale Pouzadoux, avec Charlotte de Turckheim
  - Hollywoo de Frédéric Berthe, avec Florence Foresti et Jamel Debbouze